# 竹田欣弘
竹田欣弘（5月7日—），日本男性動畫師。以前所屬的動畫公司有蟲Production、東映動畫。

## 參加作品

### 電視動畫
- 魔法小天使（動畫）
- 拜託了！薩米亞丼（日语：おねがい!サミアどん）（動畫）
- Wonder Beat Scramble（日语：ワンダービートS）（動畫）
- 三眼神童（動畫檢察）
- 相聚一刻（動畫）
- 青澀花園（動畫）
- 快樂的嚕嚕米一家（原畫）
- 超時空保姆（原畫）
- 死係長（原畫）
- 飛天少女豬（原畫）
- 空想科學世界（原畫）
- （原畫）
- 鬼太郎 (第4作)（原畫）
- 甜蜜小天使 (第3作)（原畫）
- 數碼寶貝大冒險（原畫）
- 宇宙戰艦山本洋子（原畫）
- 庫洛魔法使（作畫監督）
- 數碼寶貝大冒險02（作畫監督、原畫、ED作畫）
- 神奇寶貝超世代（原畫）
- 數碼寶貝03馴獸師之王（原畫）
- Kanon（作畫監督）
- 數碼寶貝04無限地帶（原畫）
- 魔法少年賈修（作畫監督、原畫）
- SHUFFLE！（作畫監督）
- 光之美少女 Max Heart（ED原畫）
- 格鬥美神 武龍（日语：格闘美神 武龍）（OP原畫）
- 新宇宙飛龍 LEGEND OF DAIKU-MARYU（原畫）
- 光之美少女 Splash Star（OP&ED原畫）
- 小小備長炭（原畫）
- 數碼寶貝拯救隊（作畫監督、原畫）
- 神様家族（原畫）
- Keroro軍曹（作畫監督）
- 貧窮姊妹物語（原畫）
- 飛天小女警Z（原畫）
- SIMOUN（OP原畫、原畫）
- 女優大試煉（OP&ED原畫）
- 戀愛情結（作畫監督）
- 月面兔兵器米娜（原畫）
- 金田一少年之事件簿SP「歌劇院館·最後的殺人」（人物設定、總作畫監督）
- 名偵探柯南（原畫）
- 墓場鬼太郎（原畫）
- 旁邊的兒童 我的火腿組（日语：はたらキッズ マイハム組）（作畫監督）
- 強襲魔女（OP原畫）
- 紅（原畫）
- 洋葱和尚朝太郎（日语：ねぎぼうずのあさたろう）（作畫監督、原畫）
- 初戀限定。（原畫）
- 怪談餐廳（作畫監督）
- 數碼寶貝合體戰爭（作畫監督、原畫）
- 瑪麗與伽利 ver.2.0（日语：マリー&ガリー）（作畫監督）
- 數碼獸合體戰爭 ～邪惡的死亡指揮官與七個王國～（作畫監督、原畫）
- 數碼獸合體戰爭 ～穿越時空的少年獵人們～（作畫監督、原畫）
- 魔劍姬！（原畫）
- 靈之使魔F（原畫）
- 光明之心 ～幸福的麵包～（作畫監督）
- 白熊咖啡廳（作畫監督）
- 宇宙兄弟（原畫）
- 我女友與青梅竹馬的慘烈修羅場（作畫監督）
- AKB0048 next stage（原畫）
- 小鎮有你（作畫監督、作畫監督補佐、配角設定、服裝設計、原畫）
- Aikatsu！偶像活動！（作畫監督、原畫）
- BLAZBLUE Alter Memory（作畫監督）
- 偽戀（原畫）
- 龍孃七七七埋藏的寶藏（作畫監督）
- M3 ～黑色鋼鐵～（作畫監督、作畫監督補佐、原畫）
- 大圖書館的牧羊人（作畫監督）
- SHIROBAKO（作畫監督）
- 電器街的漫畫店（原畫）
- 魔法少女奈葉ViVid（作畫監督）
- WORKING!!!（作畫監督）
- 彗星·路西法（作畫監督）
- 神聖之門（作畫監督）
- 黑骸（作畫監督補佐）
- 超時空要塞Δ（原畫）
- 漂流武士（原畫）
- 刀劍神域外傳Gun Gale Online（原畫）
- 演劇偶像（作畫監督）
- 遊戲王SEVENS（原畫）
- 熊熊勇闖異世界（原畫）
- 不要欺負我，長瀞同學（原畫）
- ONE PIECE（原畫）
- 打工吧！魔王大人（總作畫監督、ED作畫監督、服裝設定）
- 終末的火車前往何方？（原畫）
- 青春之箱（主要動畫師、作畫監督、原畫、OP原畫）

### OVA
- 松太郎（日语：のたり松太郎）（原畫）
- 伊里野的天空、UFO的夏天（作畫監督、原畫）
- Re：甜心戰士（OP原畫）
- 名探偵柯南：怪盜基德在陷阱之島（原畫）
- 名偵探柯南：來自倫敦的秘密指令（原畫）
- 灼眼的夏娜S（原畫）

### 電影動畫
- 在後面的那個人是誰（日语：うしろの正面だあれ）（原畫）
- 劇場版 神奇寶貝：雪拉比 穿梭時空的相遇（原畫）
- 劇場版 神奇寶貝：水都的守護神 拉帝亞斯與拉帝歐斯（原畫）
- 劇場版 AIR（作畫監督補佐）
- 劇場版 魔法少年賈修：第101個魔物（原畫）
- ONE PIECE 祭典男爵與神祕島（原畫）
- 光之美少女 Max Heart 2：雪空的朋友（原畫）
- 劇場版 魔法少年賈修：機械巴爾漢來襲（作畫監督補佐、原畫）
- 劇場版 神奇寶貝：夢幻與波導的勇者 路卡利歐（原畫）
- ONE PIECE THE MOVIE 喬巴身世之謎：冬季綻放、奇跡的櫻花（原畫）
- 佛陀 -美麗的紅色沙漠-（原畫）
- 劇場版 強襲魔女（作畫監督、原畫）
- ONE PIECE FILM Z（原畫）
- 劇場版 Wake Up, Girls！七位偶像（原畫）
- 宇宙兄弟（原畫）
- 劇場版 SPY×FAMILY CODE: White（原畫）